# Désiré Koranyi
Désiré Koranyi, nato Dezső Korányi o Kronenberger (Seghedino, 28 gennaio 1914 – 9 gennaio 1981), è stato un calciatore e allenatore di calcio ungherese naturalizzato francese, di ruolo attaccante.
Ebbe due fratelli maggiori, Lajos e Mátyás, che furono a loro volta calciatori ad alti livelli.

## Carriera
Di origini ungheresi ma naturalizzato francese nel 1939, Koranyi è il giocatore che ha totalizzato sia il maggior numero di presenze sia il maggior numero di reti in massima divisione con il Sète. In carriera vinse due volte il campionato francese (1939 e 1942) e ne divenne capocannoniere nel 1939 a pari merito con Roger Courtois.

## Palmarès

### Giocatore

#### Club
- Campionato francese: 1

Sète: 1938-1939

#### Individuale
- Capocannoniere della Ligue 1: 1

1938-1939 (27 gol)